# Ewa Dałkowska
Ewa Małgorzata Dałkowska (Breslavia, 10 aprile 1947 – 8 giugno 2025) è stata un'attrice polacca, apparsa in oltre trenta film a partire dal 1973.

## Filmografia parziale
- Notti e giorni (Noce i dnie), regia di Jerzy Antczak (1975)
- Senza anestesia (Bez znieczulenia), regia di Andrzej Wajda (1978)
- Attori di provincia (Aktorzy prowincjonalni), regia di Agnieszka Holland (1979)
- L'anno del sole quieto (Rok spokojnego słońca), regia di Krzysztof Zanussi (1984)
- Dottor Korczak (Korczak), regia di Andrzej Wajda (1990)
- Ciało, regia di Małgorzata Szumowska (2015)
- Non cadrà più la neve (Śniegu już nigdy nie będzie), regia di Małgorzata Szumowska e Michał Englert (2020)